# Maupertus-sur-Mer

Maupertus-sur-Mer este o comună în departamentul Manche, Franța. În 1 ianuarie 2022 avea o populație de 229 de locuitori.